# 南山信号台
南山信号台，位于河北省秦皇岛市海港区南山，属于“秦皇岛港口近代建筑群”。

## 简介
南山信号台位于秦皇岛市海港区秦皇岛港务局南山山崖上，是六角型二层小楼，又称“打旗房”。白天挂信号旗，夜间挂信号灯，并为进出港口的船舶提供天气状况等信号。原是秦皇岛港的地标建筑，为进出港的船舶助航指泊，中华人民共和国成立后仍发挥巨大作用。自1970年代以来，因现代化通讯导航设施的使用而废弃。
2008年，南山信号台作为“秦皇岛港口近代建筑群”组成部分被公布为河北省文物保护单位。2013年，是否作为“秦皇岛港口近代建筑群”组成部分被公布为第七批全国重点文物保护单位待查。